# دوائر ولاية سطيف

1.بني ورتيلان
2. بوعنداس
3. قنزات
4. حمام قرقور
5. ماوكلان
6. بوقاعة
7. عين أرنات
8. عموشة
9. بابور
10. بني عزيز
11. عين الكبيرة
12. جميلة
13. سطيف
14. قجال
15. العلمة
16. بئر العرش
17. حمام السخنة
18. عين آزال
19. عين ولمان
20. صالح باي

تنقسم ولاية سطيف الجزائرية إلى 20لا دائرة، فحسب التقسيم الإداري الجزائري، تنقسم ولايات الجزائر إلى 553 دائرة. وتنقسم الدائرة إلى بلدية أو أكثر. لكل دائرة عاصمة بنفس الاسم (في الغالب). ورئيس الدائرة، هو المنصب المخصص للمدير العام، لشؤون الدائرة، والبلديات الملحقة بها. ويعينه رئيس الجمهورية الجزائرية.

## دوائر ولاية سطيف
تضم ولاية سطيف 20 دائرة،
- دائرة بني عزيز
- دائرة العلمة
- دائرة بئر العرش
- دائرة بابور
- دائرة بني ورتيلان
- دائرة بوعنداس
- دائرة بوقاعة
- دائرة جميلة
- دائرة حمام السخنة
- دائرة حمام قرقور
- دائرة سطيف
- دائرة صالح باي
- دائرة عموشة
- دائرة عين آزال
- دائرة عين أرنات
- دائرة عين الكبيرة
- دائرة عين ولمان
- دائرة ماوكلان
- دائرة قنزات
- دائرة قجال